# این عشق (ترانه)
«این عشق» (به انگلیسی: This Love) تک‌آهنگی از گروه موسیقی موسیقی هوی متال پنترا است که در سال ۱۹۹۲ میلادی منتشر شد.